# Liste der Patriarchen von Venedig
Die Liste der Patriarchen von Venedig enthält die Bischöfe des Patriarchats von Venedig mit Patriarchentitel (seit 1451), sowie deren als Bischöfe von Olivolo (774–1092) und  Bischöfe von Castello (1092–1451) betitelten Vorgänger.

## Bischöfe von Olivolo (774–1092)
- Magnus (um 670)
- Lambert
- Obelerius (775–798)
- Cristoforo I. Damiata (797–810)
  - Johannes (804)
- Cristoforo II. (810–813)
- Cristoforo I. Damiata (813–...) (erneut)
- Ursus Particiacus (um 826–853)
- Maurus oder Mauritius
- Dominicus I.
- Johannes I. (...–876)
- Pietro Marturio (874–878)
- Lorenzo (880–909)
- Dominicus II. (909–...)
- Dominicus III.
- Pietro Tribuno (929)
- Orso (938)
- Domenico IV. Talonico (945)
- Giorgio (963)
- Marino Cassianico (966)
- Domenico V. Gradenigo (992)
- Domenico VI. Gradenigo (1026)
- Domenico VII. Contarini (1044)
- Enrico Contarini (1074)

## Bischöfe von Castello (1092–1451)
Der Namen des Bistums und Titel des Bischofs folgte der Namensänderung der Insel Olivolo zu San Pietro di Castello.
- Vitale I. Michiel (1108)
- Bonifacio Falier (1120)
- Giovanni Polani (1133)
- Vitale II. Michiel (1164)
- Filippo Casolo (1182)
- Marco I. Nicolai (1184)
- Marco II. Michiel (1225)
- Pietro Pino (1235)
- Gualtiero Agnusdei (1255)
- Tommaso I. Arimondo (1258)
- Tommaso Franco (1260)
- Bartolomeo I. Querini (1274)
- Simeone Moro (1292)
- Bartolomeo II. Querini (1293)
- Ramberto Polo (1303)
- Galasso Albertini (1311)
- Giacomo Albertini (1311)
- Angelo Dolfin (1329)
- Nicolò I. Morosini (1336)
- Paolo Foscari (1367)
- Giovanni Piacentini (1376)
- Nicolò II. Morosini (1379)
- Angelo Correr (1379)
- Giovanni Loredan (1390)
- Francesco Falier (1390)
- Leonardo Dolfin (1392)
- Francesco Bembo (1401)
- Marco Lando (1417)
- Pietro Donato (1426)
- Francesco Malipiero (1428)

## Patriarchen von Venedig (ab 1451)
Den Titel des Patriarchen von Grado übertrug Papst Nikolaus V. 1451 auf den Bischof von Castello und erhob das Bistum zum Patriarchat von Venedig.
- Laurentius Giustiniani (1433–1456)
- Maffeo Contarini (1456–1460)
- Andrea Bondimerio O.S.A. † (1460–1464)
- Gregorio Correr (1464)
- Giovanni Barozzi (1465–1466)
- Kardinal Maffeo Gherardi, OSB Cam (1466–1492)
- Thomas Donatus, OSB (1492–1504)
- Antonio Soriano (1504–1508)
- Alvise Contarini (1508)
- Antonio Contarini (1508–1524)
- Gerolamo Querini, OP (1524–1554)
- Pietro Francesco Contarini (1554–1555)
- Vincenzo Diedo (1556–1559)
- Giovanni Trevisan (1560–1590)
- Lorenzo Priuli (1591–1600)
- Matteo Zane (1600–1605)
- Francesco Vendramin (1608–1616)
- Giovanni Tiepolo (1619–1631)
- Federico Corner (1631–1644)
- Gianfranco Morosini (1644–1678)
- Alvise Sagredo (1678–1688)
- Gianalberto Badoer (1688–1706)
- Pietro Barbarigo (1706–1725)
- Marco Gradenigo (1725–1734)
- Francesco Antonio Correr (1734–1741)
- Aloysius Foscari (1741–1758)
- Giovanni Bragadin (1758–1775)
- Federico Maria Giovanelli (1776–1800)
- Ludovico Flangini Giovanelli (1801–1804)
- Vakanz
- Nicolaus Xaverius Gamboni (1807–1808)
- Stefano Bonsignori 1811
- Vakanz
- Francesco Maria Milesi (1816–1819)

| Name                                  | Geburtsjahr | Sterbejahr | Ernennung zum Kardinal | Patriarch von Venedig | Bemerkung                                            |
| ------------------------------------- | ----------- | ---------- | ---------------------- | --------------------- | ---------------------------------------------------- |
| Ján Krstitel Ladislav Pyrker SOCist   | * 1772      | † 1847     |                        | 1820–1826             |                                                      |
| Giacomo Kardinal Monico               | * 1776      | † 1851     | 1833                   | 1827–1851             |                                                      |
| Giovanni Pietro Aurelio Mutti, OSB    | * 1775      | † 1857     |                        | 1852–1857             |                                                      |
| Angelo Ramazzotti                     | * 1800      | † 1861     |                        | 1858–1861             |                                                      |
| Giuseppe Luigi Kardinal Trevisanato   | * 1801      | † 1877     | 1863                   | 1862–1877             |                                                      |
| Domenico Kardinal Agostini            | * 1825      | † 1891     | 1882                   | 1877–1891             |                                                      |
| Giuseppe Melchiorre Kardinal Sarto    | * 1835      | † 1914     | 1893                   | 1893–1903             | zu Papst Pius X. gewählt am 4. August 1903           |
| Aristide Kardinal Cavallari           | * 1849      | † 1914     | 1907                   | 1904–1914             |                                                      |
| Pietro Kardinal La Fontaine           | * 1860      | † 1935     | 1916                   | 1915–1935             |                                                      |
| Adeodato Giovanni Kardinal Piazza OCD | * 1884      | † 1957     | 1937                   | 1935–1948             | danach Sekretär der Konsistorialkongregation         |
| Carlo Agostini                        | * 1888      | † 1952     |                        | 1949–1952             |                                                      |
| Angelo Giuseppe Kardinal Roncalli     | * 1881      | † 1963     | 1953                   | 1953–1958             | zu Papst Johannes XXIII. gewählt am 28. Oktober 1958 |
| Giovanni Kardinal Urbani              | * 1900      | † 1969     | 1958                   | 1958–1969             |                                                      |
| Albino Kardinal Luciani               | * 1912      | † 1978     | 1973                   | 1969–1978             | zu Papst Johannes Paul I. gewählt am 26. August 1978 |
| Marco Kardinal Cé                     | * 1925      | † 2014     | 1979                   | 1978–2002             |                                                      |
| Angelo Kardinal Scola                 | * 1941      |            | 2003                   | 2002–2011             | danach Erzbischof von Mailand                        |
| Francesco Moraglia                    | * 1953      |            |                        | seit 2012             |                                                      |